# Flört

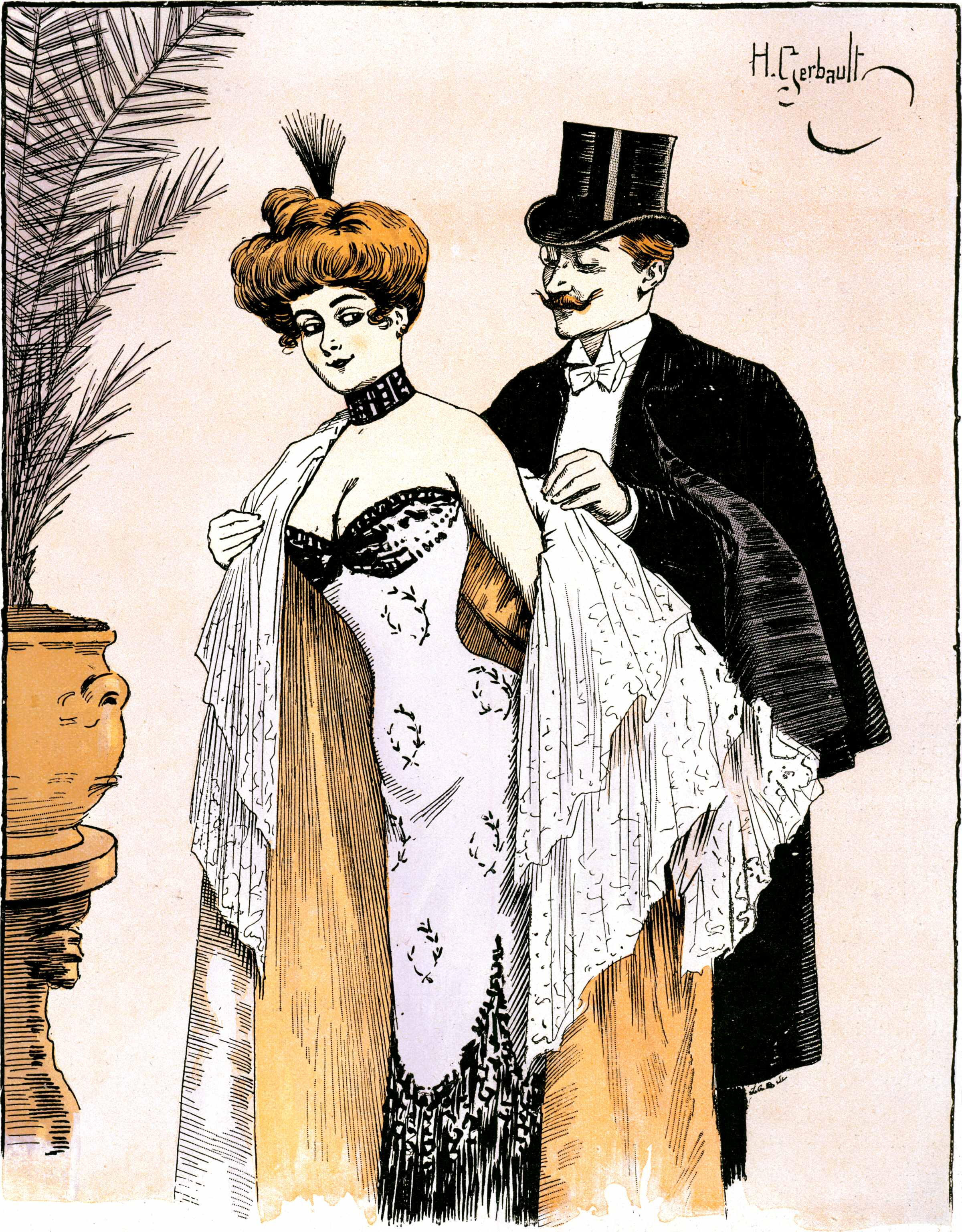
„Ellenére lenne, ha egy csókot hintenék
erre a gyönyörű vállacskára?”
„Azt idővel a tett után megtudná!”

A flört (flirt) angol eredetű szó, jelentése: szerelmi játék, játékos, könnyed udvarlás, illetve ennek elfogadása. A flörtölés olyan társasági/szexuális magatartás két ember között, amely játékos kommunikációval, valamint testbeszéddel a másik személlyel való mélyebb kapcsolat iránti érdeklődést fejezi ki burkoltan. Fiatalabb korban könnyen össze lehet téveszteni a flörtölést a pajtási incselkedéssel.
A legtöbb kultúrában szociálisan nem elfogadott, hogy egy személy nyilvánosan szexuálisan közeledjen valakihez, akivel nincsen romantikus kapcsolatban, azonban ennek közvetett kifejezése sokszor elfogadhatónak tekinthető.

## Példák a flörtölésre
A flörtölés stilizált gesztusokból, nyelvhasználatból, testbeszédből, testhelyzetekből és fiziológiai jelekből állhat, amelyek az ellentétes nemű személy számára jelzésekként szolgálnak. Ezek közül néhány, legalábbis a nyugati társadalomban:
- sűrű szemkontaktus
- mosoly/nevetés
- véletlenszerű érintés
- bókolás
- a másik ugratása
- testközelség fenntartása
- fej oldalra billentése
- nyak simogatása (inkább női jel)
- hajazat igazgatása (inkább női jel)

## Kulturális variációk
A flörtölés a kultúráról kultúrára változik. Például sok nyugati kultúrában egy nagyon gyakori flörtölési stratégia az ún. „szemezés”, amikor a szemkontaktus fenntartásával kommunikálunk. Azonban a szemkontaktus nagyon eltérő jelentéssel bírhat néhány ázsiai országban, ahol a nők bajba kerülhetnek, ha viszonozzák egy férfi pillantását. A kínai és a japán nőknek tilos lehet a szemkontaktus kezdeményezése, mivel ez az ő kultúrájukban durva és tiszteletlen.
A flörtölés során a két ember közötti távolság fontos. Bizonyos kultúrákból származó emberek, mint például a Földközi-tengeren vagy Latin-Amerikában élők, szeretik a testközelséget, míg a britek vagy észak-európaiak általában több teret igényelnek. Bár az érintés, különösen a kéz vagy a kar érintése, flörtölést jelent, ez gyakran előfordul a flörtölés szándéka nélkül is, különösen azokban a kontakt-kultúrákban, ahol ez a kommunikáció természetes része.